# Norra Asplången
Norra Asplången är en sjö i Askersunds kommun i Närke och ingår i Motala ströms huvudavrinningsområde. Sjön är 27 meter djup, har en yta på 1,05 kvadratkilometer och befinner sig 141,2 meter över havet. Vid provfiske har abborre, gers, gädda och mört fångats i sjön.

## Delavrinningsområde
Norra Asplången ingår i det delavrinningsområde (652016-143910) som SMHI kallar för Utloppet av Norra Asplången. Medelhöjden är 155 meter över havet och ytan är 5,15 kvadratkilometer. Det finns ett avrinningsområde uppströms, och räknas det in blir den ackumulerade arean 16,84 kvadratkilometer. Vattendraget som avvattnar avrinningsområdet har biflödesordning 4, vilket innebär att vattnet flödar genom totalt 4 vattendrag innan det når havet efter 159 kilometer. Avrinningsområdet består mestadels av skog (72 procent). Avrinningsområdet har 1,05 kvadratkilometer vattenytor vilket ger det en sjöprocent på 20,3 procent.